# Zalasek (Kobyłka)
Zalasek (dawn. Ulasek) – dzielnica Kobyłki, w województwie mazowieckim, w powiecie wołomińskim. Leży w północnej części Kobyłki, wśród terenów zalesionych, przy granicy z Nadmą. Do 1957 samodzielna miejscowość.
Jeden z najstarszych przysiółków kobyłeckich, istniejących jeszcze przed parcelacją majątku.
W latach 1867–1928 wieś Ulasek należała do gminy Radzymin, a 1928–1954 do gminy Kobyłka w powiecie radzymińskim. 20 października 1933 Ulasek utworzył gromadę w granicach gminy Kobyłka, składającą się z wsi Ulasek i parceli Wieniec. Od 1 lipca 1952 w powiecie wołomińskim.
W związku z reorganizacją administracji wiejskiej jesienią 1954 Ulasek wszedł w skład gromady Kobyłka.
1 stycznia 1957 gromadę Kobyłka przekształcono w osiedle, przez co Ulasek stał się integralną częścią Kobyłki, a w związku z nadaniem Kobyłce praw miejskich 1 stycznia 1969 – częścią miasta.

## Ulice
W granicach Zalasku znajdują się następujące ulice:
Białobrzeska, Bolesława Chrobrego, Czarna, Dworska, Władysława Jagiełły, Jazłowiecka, Bolesława Krzywoustego, Kontuszowa, Kościelna, Kraszewska, Królowej Marysieńki, Leszka, Władysława Łokietka, Mieszka I, Mironowska, Kazimierza Odnowiciela, Pałacowa, Piastowska, Radzymińska, Rasztowska, Rycerska, Bolesława Śmiałego, Telimeny, Kazimierza Wielkiego, Wygonowa, Zamkowa, Zegrzyńska, Zieleniecka, Ziemiańska, Złotopolska.